# Cunningtonia
Cunningtonia is een monotypisch geslacht van straalvinnige vissen uit de familie van de cichliden (Cichlidae).

## Soort
- Cunningtonia longiventralis Boulenger, 1906